# Zelengora
Zelengora ist ein Berg in Bosnien und Herzegowina. Es befindet sich im Nationalpark Sutjeska.
Der größte Gipfel von Zelengora ist Bregoč (2014 m), das sich im zentralen Teil des Berges befindet. Neben Zelengora befinden sich ein Dutzend anderer Berge, wie etwa Kozje Strane, Drhtar, Duboki Do, Kaleli, Orlovac, Todor, Golija, Maglaj, Todorac, die circa oder knapp 2000 m hoch sind.

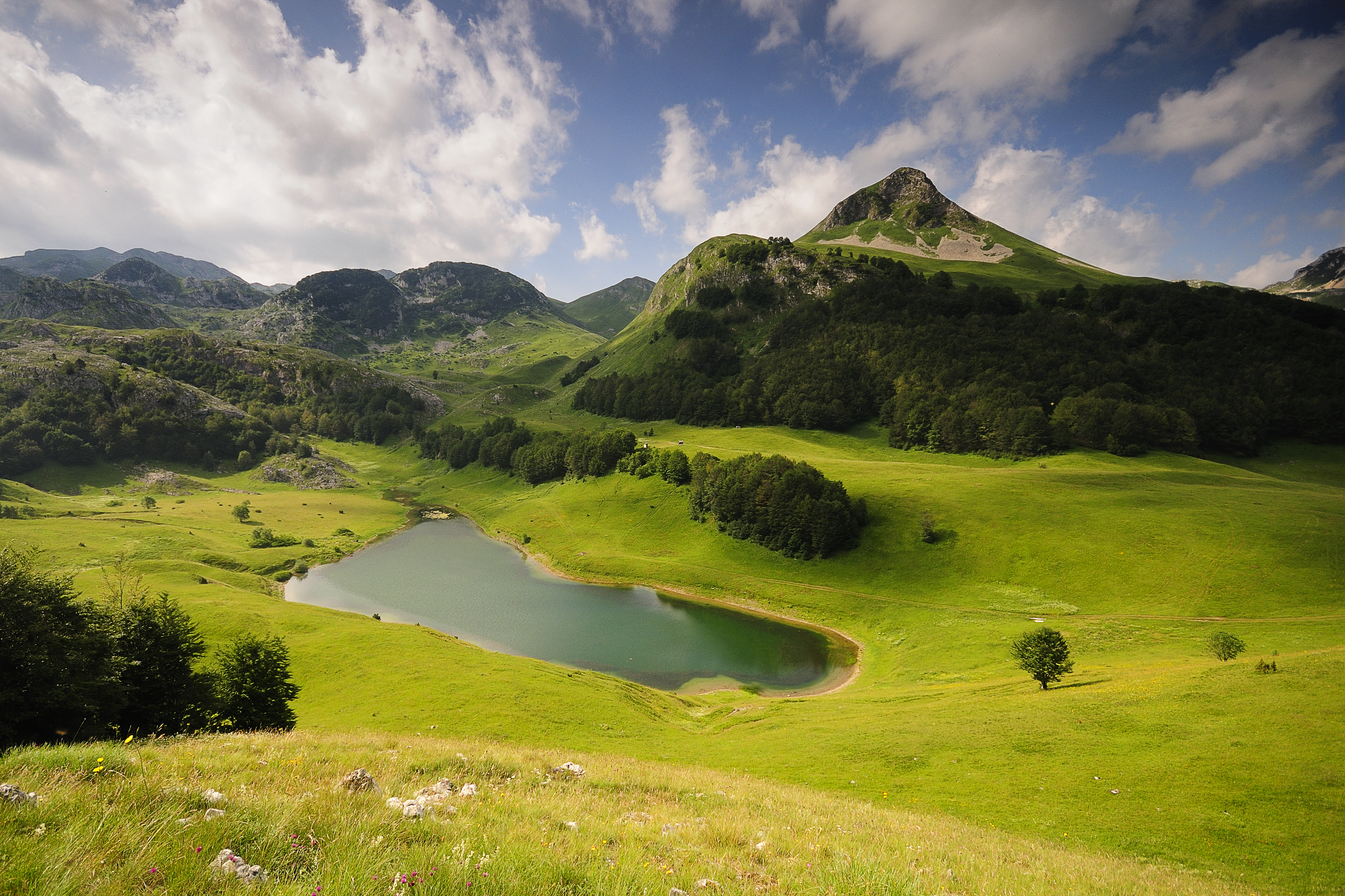
Der Orlovo See

Zelengora ist reich an zahlreichen Quellen von klarem und kaltem Trinkwasser sowie von Bächen, Flüssen und Seen. Es ist auch besonders, weil das Wasser, das von Zelengora fließt, auf die Flüsse Neretva, Sutjeska, Govza, Hrčavka, Jabušnica und Drina auf die zwei Meere, nämlich die Adria und das Schwarze Meer, ausgesät wird. Zudem ist es mit der Schlucht von Hrčavka, Sutjeska und Jabušnica geschmückt. Auch ist Zelengora reich an Flora und Fauna.
Dort spielten sich auch einige Schlachten ab, wie zum Beispiel die Schlacht an der Sutjeska.